# Eleições intercalares em Humber Valley (2007)
Humber Valley é um distrito eleitoral do Estado da Terra Nova e Labrador (Canadá).
As Eleições Intercalares de 2007 tiveram lugar no dia 12 de Fevereiro de 2007 e resultaram da resignação de um membro do Parlamento Provincial da Terra Nova e Labrador, e destinaram-se a encontrar um deputado para aquele assento na Casa da Assembleia da Terra Nova e Labrador.
O assento iria reverter para o Partido Liberal numa luta renhida que envolveu recontagem de votos.
| Partido                          | Candidato      | Votos | Percentagem | +/- |
| Partido Liberal                  | Dwight Ball    | 2.153 | 48,7        | -   |
| Partido Conservador Progressista | Darryl Kelly   | 2.146 | 48,5        | -   |
| Partido Novo Democrata           | Shelley Senior | 122   | 2,80        | -   |